# Zamek Okazaki
Zamek Okazaki (jap. 岡崎城 Okazaki-jō) – zamek w Japonii, w Okazaki, w prefekturze Aichi. 

## Opis
Zamek został zbudowany w 1455 roku przez Tsugiyori Saigō na ziemiach należących do świątyni buddyjskiej Myōdai-ji, a następnie przeniesiony w 1531 roku na obecne miejsce przez dziadka ostatniego z trzech „zjednoczycieli” kraju, Ieyasu Tokugawy (1543–1616), który tam się urodził.
Gdy Ieyasu Tokugawa był już w stanie kontrolować całą Japonię po bitwie pod Sekigaharą, przeniósł w 1600 roku swoją bazę operacyjną do Edo (dzisiejsze Tokio), a zamek Okazaki pozostawił swoim wasalom. 
W okresie Edo zamek służył jako siedziba daimyō prowincji Mikawa i był dominującym w regionie aż do okresu Meiji.
Zamek został rozebrany w 1873 roku na polecenie nowego rządu Meiji. Pozostawiono jedynie kamienne fundamenty, które wykorzystano do odbudowy w 1959 roku.

## Galeria

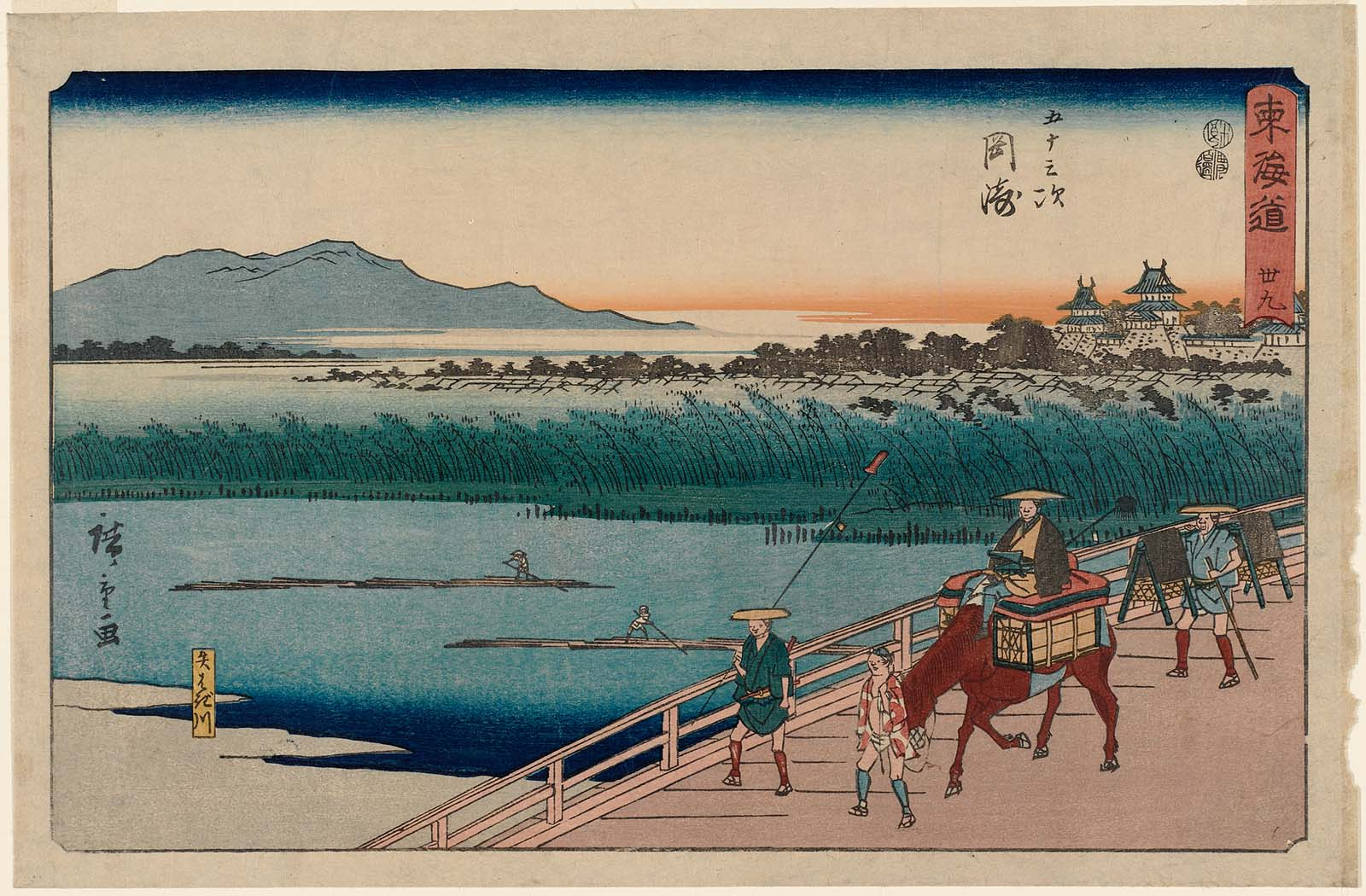
Hiroshige Andō (1797-1858), Okazaki nad rzeką Yahagi, ze zbioru: Pięćdziesiąt trzy stacje na gościńcu Tōkaidō
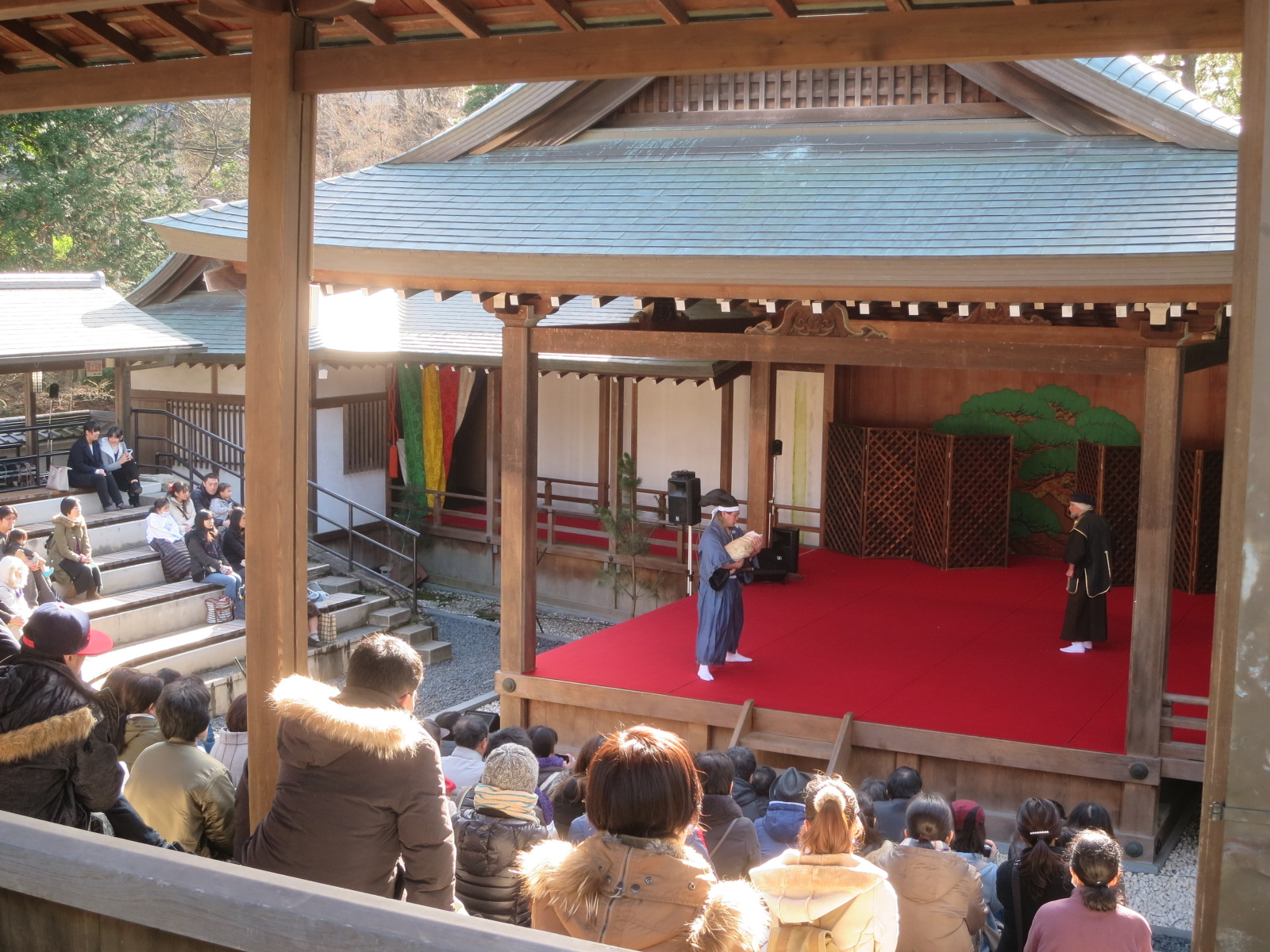
Pawilon w parku do przedstawień teatru nō
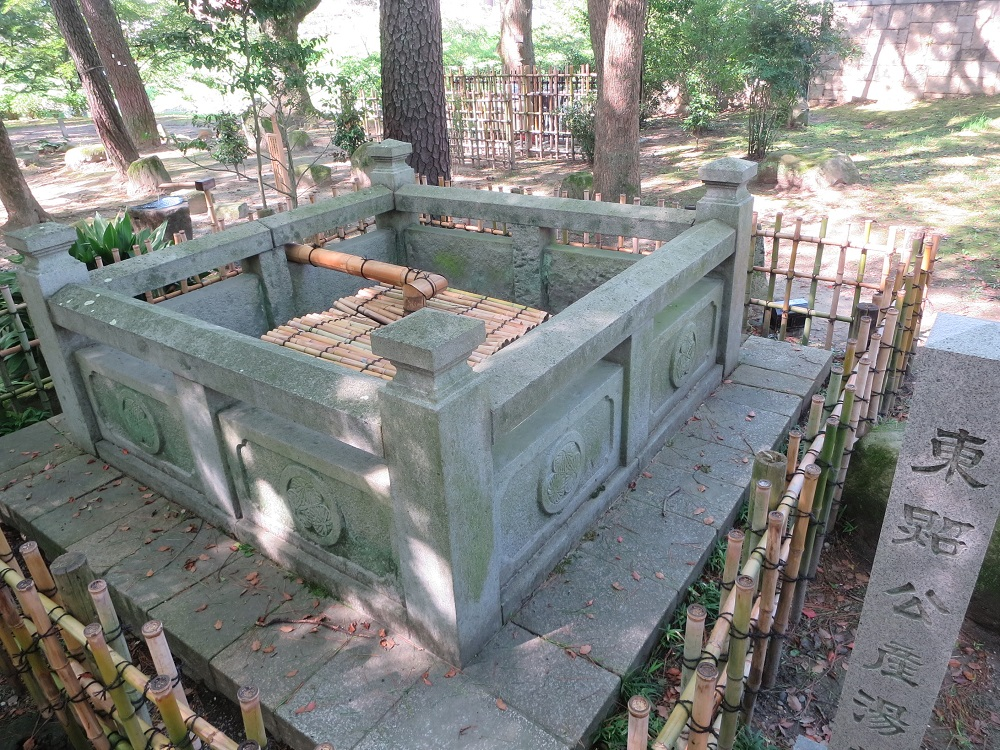
Studnia służąca do obmywania nowo narodzonych dzieci[c]
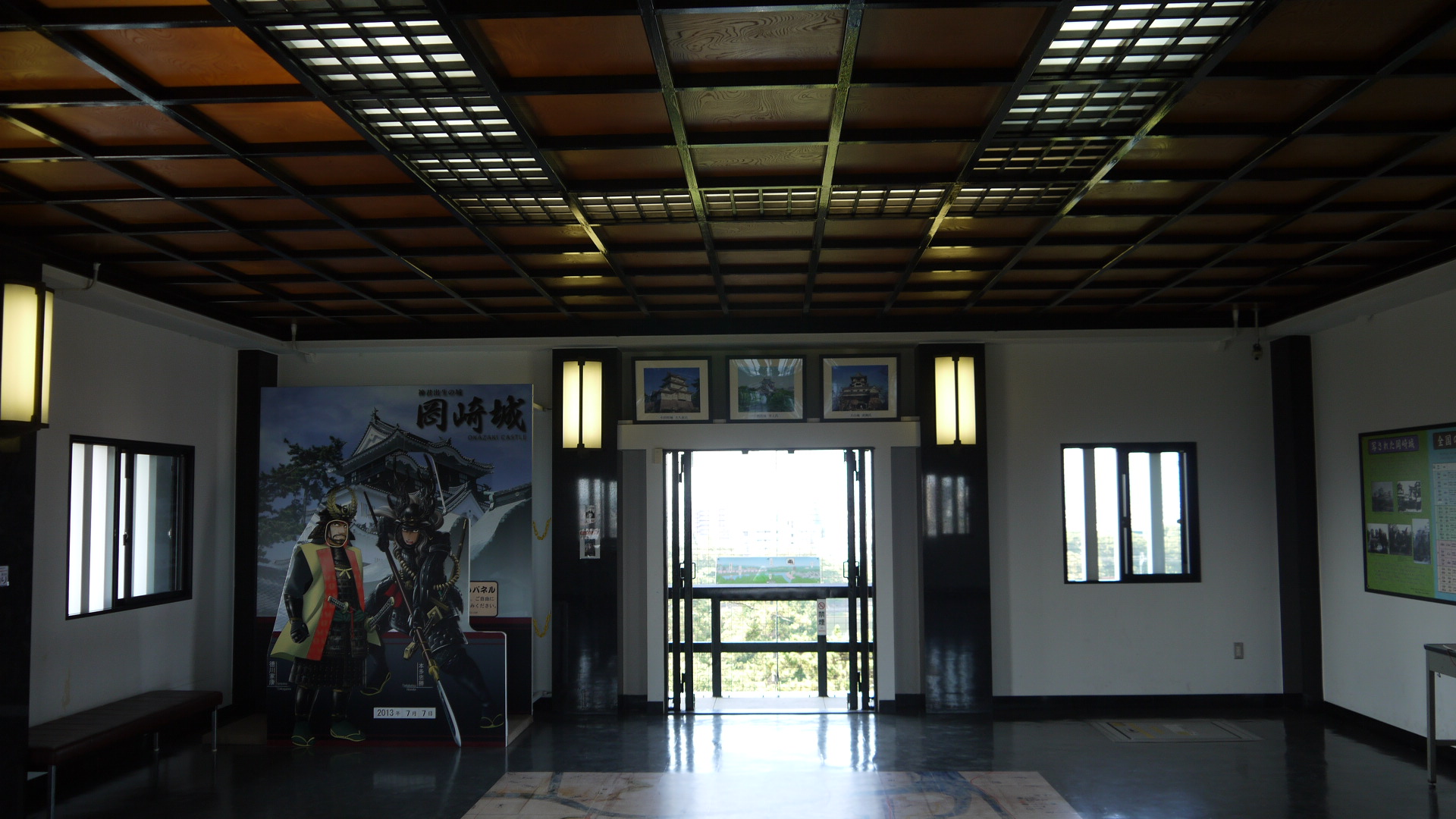
Zamek wewnątrz